# Gamma1 Leonis b

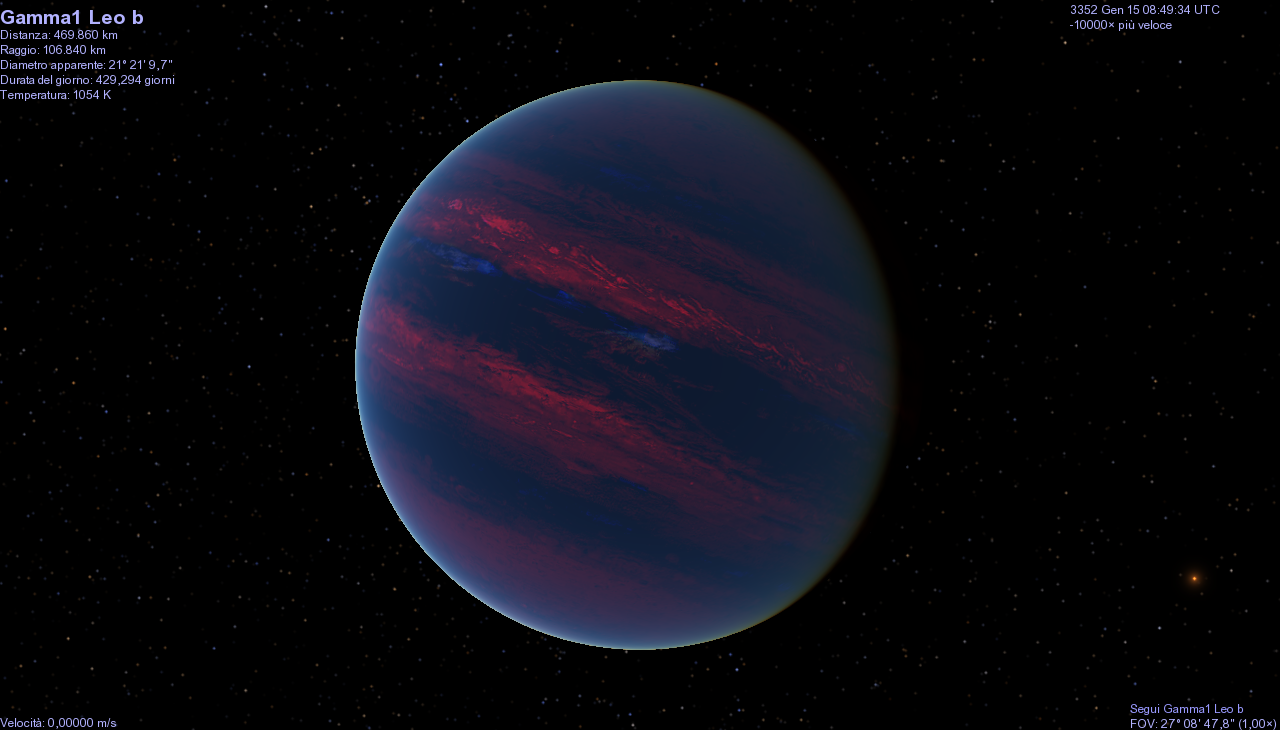
Gamma1 Leonis b

Gamma1 Leonis b (en abrégé γ1 Leo b) est une planète extrasolaire (exoplanète) confirmée en orbite autour de l'étoile Gamma1 Leonis, une géante (classe de luminosité III) rouge (type spectral K), composante principale de l'étoile double Gamma Leonis située à une distance d'environ 125,5 années-lumière (38,5 parsecs) du Soleil, dans la constellation zodiacale du Lion. Détectée par la méthode des vitesses radiales, sa découverte a été annoncée en 2009 en astronomie.